# UTC+10:30
UTC + 10:30 é o fuso horário onde o horário é contado a partir de mais dez horas e trinta minutos em relação ao horário do Meridiano de Greenwich.
Longitude ao meio: 157º 30' 00" L
- Austrália[1]
  - Ilha de Lord Howe[2]